# Directeur juridique
Un directeur juridique, responsable juridique, directeur des affaires juridiques, ou encore chef du service juridique (general counsel, chief counsel ou chief legal officer en anglais) est le juriste en chef d'un département juridique, généralement dans une entreprise (il dirige alors une équipe de juristes d'entreprise), une association, un ministère ou une agence gouvernementale,,.
Le rôle du directeur ou du responsable juridique est en premier lieu d’informer et de conseiller sa direction ainsi que tous les services concernés quant aux évolutions du droit, des normes, de la jurisprudence. Pour cela, il assure une veille juridique et réglementaire permanente, rédige des notes de synthèse.